# La Esperanza de Alfaro
La Esperanza de Alfaro es una localidad del estado mexicano de Guanajuato. Es parte del municipio de León.

## Demografía
| Gráfica de evolución demográfica |
|                                  |

| Censo | Población |
| ----- | --------- |
| 1990  | 95        |
| 2000  | 1 133     |
| 2010  | 1 689     |
| 2020  | 2 038     |